# Matt K. Miller
Matthew Kermit "Matt" Miller (født 2. februar 1960) er en amerikansk skuespiller.